# Dasycercus
Мулгара (Dasycercus) — рід хижих сумчастих ссавців з родини кволові (Dasyuridae). Типовий вид: Dasycercus cristicauda

## Опис
Довжина голови й тіла: 125–220, довжина хвоста: 75–125, вага: 60–170. Деякі особини рівні Dasyuroides розмірами, але зазвичай менші. Мають компактну будову з короткими лапами, вухами й писочком. Живуть у пустельних місцях.
Два види роду можна відрізнити за наступними ознаками: а) поява чорного волосся на дистальній половини хвоста (пухнастість D. blythi проти гребеня зверху хвоста у D. cristicauda); б) число верхніх премолярів (два в D. blythi проти трьох у D. cristicauda); в) Число сосків (6 в D. blythi проти 8 у D. cristicauda).